# Marash Kumbulla
Marash Nikolin Kumbulla (Peschiera del Garda, 8 februari 2000) is een Albanees voetballer die doorgaans speelt als centrale verdediger. Sinds 2020 komt Kumbulla uit voor de Italiaanse club AS Roma. Kumbulla debuteerde in 2019 voor het Albanees elftal, waarmee hij deelnam aan het het EK 2024.

## Clubcarrière

### Hellas Verona
Kumbulla doorliep de jeugdreeksen van Hellas Verona en promoveerde in de zomer van 2018 naar het eerste elftal. Op 27 december 2018 maakte hij zijn debuut voor het eerste elftal in de met 4–0 gewonnen wedstrijd tegen AS Cittadella. Zestien minuten voor tijd kwam hij Seung-woo Lee vervangen. Op het einde van het seizoen promoveerde Hellas Verona naar de Serie A. Op het hoogste niveau debuteerde Kumbulla op 25 augustus 2019 in de wedstrijd tegen Bologna FC 1909. Hij speelde de volledige wedstrijd dewelke eindigde op een 1–1 gelijkspel.

### AS Roma
In september 2020 werd Kumbulla voor twee seizoenen verhuurd aan AS Roma waar hij per ingang van het voetbalseizoen 2022/23 definitief speler van werd na een verplichte koopclausule in het huurcontract. De huursom aan Hellas Verona bedroeg 3 miljoen euro. In zijn eerste seizoen in Rome startte Kumbulla onder toenmalige trainer Paulo Fonseca geregeld in de basis en speelde in totaal 21 wedstrijden in de Italiaanse competitie. In zijn tweede jaar bij Roma won Kumbulla in mei 2022 de eerste editie van de UEFA Conference League door in eigen land Feyenoord in de finale met 1-0 te verslaan.

## Clubstatistieken
| Seizoen | Club          | Competitie | Competitie | Competitie | Beker | Beker | Internationaal | Internationaal | Totaal | Totaal |
| Seizoen | Club          | Competitie | Wed.       | Dlp.       | Wed.  | Dlp.  | Wed.           | Dlp.           | Wed.   | Dlp.   |
| ------- | ------------- | ---------- | ---------- | ---------- | ----- | ----- | -------------- | -------------- | ------ | ------ |
| 2018/19 | Hellas Verona | Serie B    | 1          | 0          | 1     | 0     | –              | –              | 2      | 0      |
| 2019/20 | Hellas Verona | Serie A    | 25         | 1          | 1     | 0     | –              | –              | 26     | 1      |
| Totaal  | Totaal        | Totaal     | 26         | 1          | 2     | 0     | 0              | 0              | 28     | 1      |
| 2020/21 | → AS Roma     | Serie A    | 21         | 1          | 1     | 0     | 6              | 1              | 29     | 2      |
| 2021/22 | → AS Roma     | Serie A    | 0          | 0          | 0     | 0     | 1              | 0              | 1      | 0      |

Bijgewerkt op 12 september 2021.

## Interlandcarrière
Kumbulla doorliep bij Albanië de jeugdelftallen waarna hij begin september 2019 voor het eerst opgeroepen werd voor het Albanees elftal voor EK-kwalificatiewedstrijden 2020 tegen Frankrijk en IJsland. Hij kreeg echter geen speelminuten. In oktober 2019 werd Kumbulla wederom opgeroepen voor de EK-kwalificaties, hij debuteerde in de met 4-0 gewonnen wedstrijd tegen Moldavië. Sindsdien werd Kumbulla opgeroepen voor de wedstrijden in de Nations League en de WK-kwalificaties.

## Erelijst
| UEFA Europa Conference League | 1x | 2021/22 |